# Bendis inopia
Bendis inopia là một loài bướm đêm trong họ Noctuidae.